# طه طلعت
الدكتور “طه أحمد طلعت”من مواليد أم درمان1934 في السودان

## السيرة الذاتية
تخرج في كلية الطب جامعة عين شمس مصرفي عام 1958م، وعمل طبيباً بوزارة الصحة 1958م، ثم اخصائياً حتى 1969م، ونال زمالة كلية الجراحين الملكية للأذن والأنف والحنجرة أدنبرة في عام1967م، وأنشأ الجمعية القومية السودانية لرعاية الصم في عام 1970م، كما أنشأ جميع معاهد الأمل لتعليم وتأهيل الصم بالسودان، وشغل مقعد نقيب أطباء السودانفي الفترة من 1980-1982م، توفي الجمعة (30 نوفمبر 2018م)

## معلومات اخري
- مدرس في كلية الطب جامعة الخرطوم 1970-1977م.
- مؤسس ورئيس الجمعية القومية السودانيةلرعاية الصم 1970م، وهي مؤسسة أهلية.
- قام بإنشاء جميع معاهد الأمل لتعليم الصم في ولايات السودان.
- أسس أول معهد لتعليم وتأهيل الأشخاص الصم في الخرطوم1971 م.
- رئيس جمعية الهلال الأحمر الفلسطيني 1975- 1985 م.
- نقيب أطباء السودان1980-1982م.
- أول رئيس لجمعية أطباء الأذن والأنف والحنجرة 1996م
- مؤسس جمعية الإسعاف السودانية.
- مؤسس الرابطة النسوية للنساء الصماوات عام 1995 م.
- له عدة كتب ودراسات.
- حائز على عدة جوائز وشهادات تقدير داخل وخارج السودانآخرها جائزة الصحة العربية 2015.[1]